# Higher (píseň, Taio Cruz)
„Higher“ je píseň britského R&B zpěváka Taio Cruze. Píseň se nachází na jeho druhém studiovém albu Rokstarr. Produkce se ujali producenti Sandy Vee a Taio Cruz. S touto písní Cruzovi vypomohla australská popová zpěvačka Kylie Minogue.

## Hitparáda
| Země           | Umístění |
| -------------- | -------- |
| Austrálie      | 25       |
| Nový Zéland    | 5        |
| Německo        | 3        |
| Francie        | 7        |
| Česko          | 5        |
| Velká Británie | 8        |
| USA            | 24       |